# Sabrina Carpenter/Auszeichnungen für Musikverkäufe

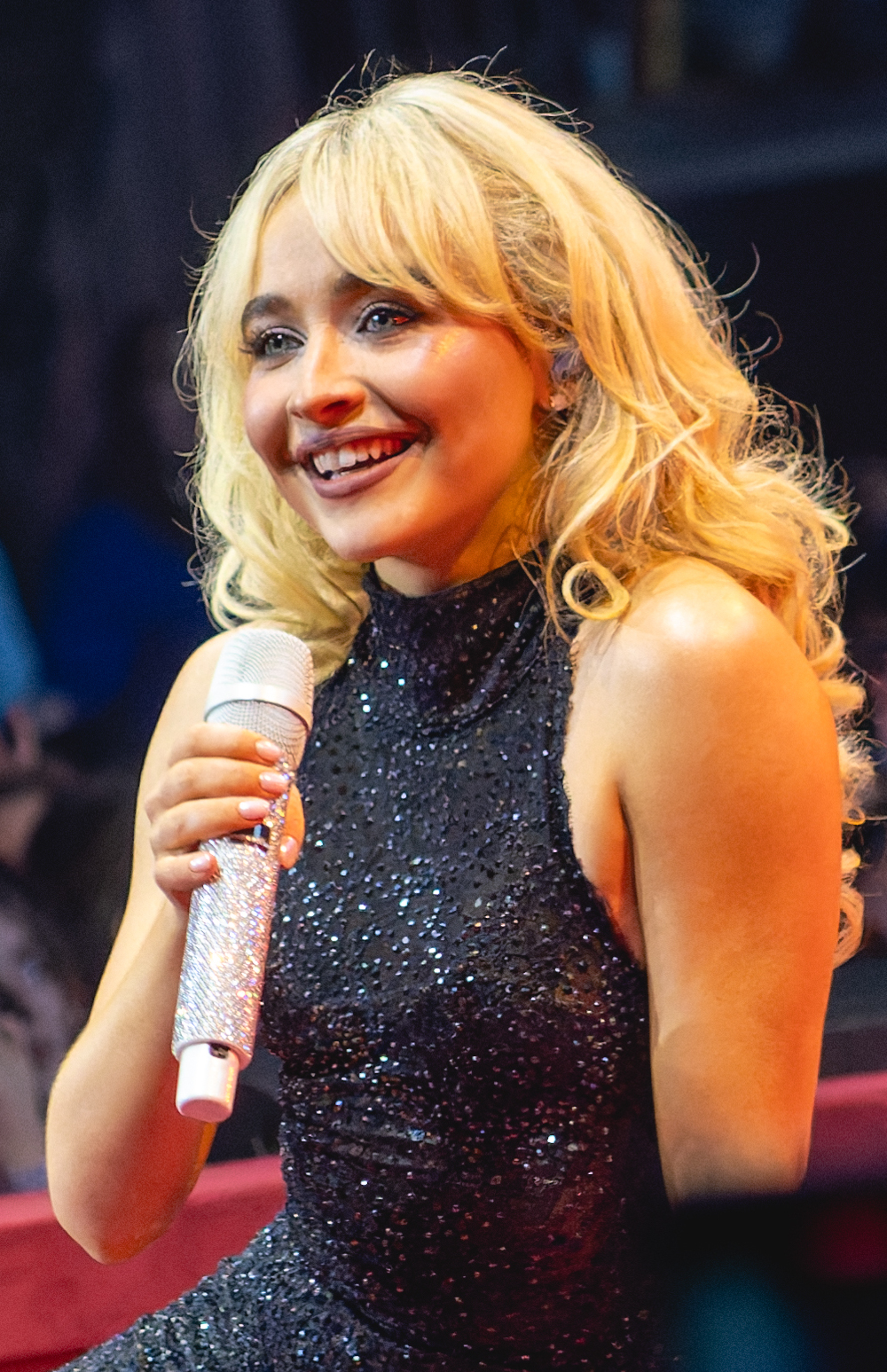
Sabrina Carpenter (2025)

Dies ist eine Übersicht über die Auszeichnungen für Musikverkäufe der US-amerikanischen Sängerin Sabrina Carpenter. Die Auszeichnungen finden sich nach ihrer Art (Gold, Platin usw.), nach Staaten getrennt in chronologischer Reihenfolge, geordnet sowie nach den Tonträgern selbst, ebenfalls in chronologischer Reihenfolge, getrennt nach Medium (Alben, Singles usw.), wieder.

## Auszeichnungen
| - Vereinigtes Königreich - 2024: für die Single Thumbs - 2024: für das Lied Because I Liked a Boy - 2024: für das Lied Good Graces - 2025: für die Single On My Way - 2025: für das Lied Looking at Me - 2025: für das Lied Coincidence - 2025: für die Single Manchild - 2025: für das Lied Sharpest Tool - Australien - 2023: für das Lied Looking at Me - 2023: für die Single Skin - 2025: für das Lied Read Your Mind - 2025: für das Lied Sharpest Tool - 2025: für das Lied Slim Pickins - 2025: für die Single Vicious - 2025: für die Single Manchild - Brasilien - 2024: für die Single Alien - 2024: für die Single Why - 2024: für die Single Thumbs - 2024: für die Single Almost Love - 2024: für das Lied Emails I Can’t Send - 2024: für die Single Eyes Wide Open - 2024: für die Single Vicious - 2024: für das Lied Tornado Warnings - 2024: für das Lied Read Your Mind - 2024: für die Single Thumbs (Acoustic) - 2024: für die Single Fast Times - 2024: für das Lied Already Over - 2025: für das Lied Don’t Smile - 2025: für das Lied Sharpest Tool - 2025: für das Lied Lie to Girls - 2025: für das Lied Opposite - 2025: für das Lied Dumb & Poetic - 2025: für das Lied Slim Pickins - Dänemark - 2025: für die Single Feather - 2025: für die Single Nonsense - 2025: für das Album Emails I Can’t Send - Deutschland - 2024: für die Single Espresso - 2025: für das Album Short n’ Sweet - Frankreich - 2024: für die Single Please Please Please - 2025: für die Single Nonsense - Griechenland - 2024: für die Single Taste - Italien - 2025: für das Album Short n’ Sweet - Japan - 2025: für das Streaming Nonsense - Kanada - 2019: für die Single On My Way - 2024: für das Lied Looking at Me - 2024: für das Lied Because I Liked a Boy - 2024: für das Lied Coincidence - 2025: für das Lied Dumb & Poetic - 2025: für das Lied Slim Pickins - 2025: für das Lied Sharpest Tool - 2025: für das Lied Don’t Smile - 2025: für das Lied Lie to Girls - Neuseeland - 2025: für die Single Manchild - Österreich - 2022: für die Single On My Way - 2024: für die Single Please Please Please - Polen - 2020: für die Single On My Way - 2024: für das Lied Looking at Me - 2024: für die Single Feather - 2024: für die Single Thumbs - 2024: für die Single Nonsense - Portugal - 2022: für die Single On My Way - 2024: für die Single Feather - 2024: für die Single Bed Chem - Schweden - 2018: für die Single Hands - Schweiz - 2025: für die Single Please Please Please - 2025: für die Single Taste - Spanien - 2024: für die Single On My Way - 2024: für die Single Nonsense - 2024: für die Single Feather - 2024: für die Single Taste - Vereinigte Staaten - 2018: für die Single Why - 2023: für die Single Skin - 2024: für das Lied Because I Liked a Boy - 2024: für das Lied Sharpest Tool - 2024: für das Lied Coincidence - 2025: für das Lied Busy Woman - 2025: für das Lied Don’t Smile - 2025: für das Lied Dumb & Poetic - 2025: für das Lied Slim Pickins - 2025: für das Lied Looking at Me - 2025: für die Single Can’t Blame a Girl for Trying - 2025: für die Single Eyes Wide Open - 2025: für das Lied Lie to Girls - Vereinigtes Königreich - 2024: für das Album Emails I Can’t Send - 2025: für das Lied Juno - 2025: für das Lied Busy Woman - Zentralamerika - 2024: für die Single Nonsense - 2024: für die Single Feather - 2024: für die Single Espresso - 2025: für die Single Bed Chem | - Australien - 2023: für die Single Thumbs - 2024: für die Single Why - 2025: für das Lied Juno - 2025: für das Lied Because I Liked a Boy - 2025: für das Lied Good Graces - 2025: für die Single Sue Me - Belgien - 2024: für das Album Short n’ Sweet - 2025: für die Single Please Please Please - 2025: für die Single Taste - Brasilien - 2024: für die Single Skin - 2024: für das Lied Because I Liked a Boy - 2024: für das Album Emails I Can’t Send - 2024: für die Single Let Me Move You - 2025: für das Lied Coincidence - Dänemark - 2025: für das Album Short n’ Sweet - 2025: für die Single Please Please Please - 2025: für die Single Taste - Frankreich - 2025: für das Album Short n’ Sweet - 2025: für die Single Taste - Griechenland - 2024: für die Single Please Please Please - Italien - 2024: für die Single Espresso - Kanada - 2024: für die Single Feather - 2025: für das Lied Juno - 2025: für das Lied Good Graces - Mexiko - 2020: für die Single On My Way - Neuseeland - 2024: für die Single Feather - 2024: für das Album Emails I Can’t Send - 2024: für die Single Bed Chem - Niederlande - 2025: für das Album Short n’ Sweet - Norwegen - 2017: für die Single Thumbs - Österreich - 2024: für die Single Espresso - Philippinen - 2023: für das Album Emails I Can’t Send - Polen - 2024: für die Single Please Please Please - 2024: für die Single Taste - Portugal - 2025: für das Album Short n’ Sweet - Schweden - 2019: für die Single On My Way - Spanien - 2025: für die Single Please Please Please - 2025: für das Album Short n’ Sweet - Vereinigte Staaten - 2020: für die Single Thumbs - 2023: für die Single Nonsense - 2024: für das Album Emails I Can’t Send - 2025: für das Lied Good Graces - 2025: für das Lied Juno - 2025: für die Single Sue Me - Vereinigtes Königreich - 2024: für die Single Nonsense - 2024: für die Single Feather - 2025: für die Single Bed Chem - Zentralamerika - 2025: für die Single Taste - 2025: für die Single Please Please Please | - Australien - 2025: für die Single Bed Chem - 2025: für das Album Short n’ Sweet - Belgien - 2024: für die Single Espresso - Brasilien - 2024: für das Lied Looking at Me - 2024: für die Single Sue Me - 2025: für die Single Bed Chem - 2025: für das Lied Juno - 2025: für das Lied Good Graces - Dänemark - 2025: für die Single Espresso - Kanada - 2025: für die Single Bed Chem - Neuseeland - 2024: für die Single Nonsense - 2025: für die Single Taste - Polen - 2024: für das Album Short n’ Sweet - Portugal - 2025: für die Single Please Please Please - 2025: für die Single Taste - Schweiz - 2025: für die Single Espresso - Spanien - 2025: für die Single Espresso - Vereinigte Staaten - 2024: für die Single Feather - Vereinigtes Königreich - 2025: für die Single Please Please Please - 2025: für das Album Short n’ Sweet - 2025: für die Single Taste - 2025: für die Single Bed Chem - Australien - 2025: für die Single Feather - Brasilien - 2025: für das Album Short n’ Sweet - Griechenland - 2025: für die Single Espresso - Kanada - 2024: für die Single Nonsense - 2025: für das Album Short n’ Sweet - Neuseeland - 2025: für die Single Please Please Please - 2025: für das Album Short n’ Sweet - Polen - 2024: für die Single Espresso - Vereinigte Staaten - 2025: für die Single Taste - 2025: für das Album Short n’ Sweet - Australien - 2025: für die Single Nonsense - Kanada - 2025: für die Single Taste - Vereinigtes Königreich - 2025: für die Single Espresso - Australien - 2025: für die Single Taste - Neuseeland - 2025: für die Single Espresso - Portugal - 2025: für die Single Espresso - Vereinigte Staaten - 2025: für die Single Please Please Please - Australien - 2025: für die Single Please Please Please - Kanada - 2025: für die Single Please Please Please - Vereinigte Staaten - 2025: für die Single Espresso - Kanada - 2025: für die Single Espresso - Australien - 2025: für die Single Espresso - Brasilien - 2024: für die Single Nonsense - 2024: für die Single Feather - 2025: für die Single Taste - Frankreich - 2024: für die Single Espresso - Brasilien - 2025: für die Single Please Please Please - Brasilien - 2025: für die Single Espresso |

## Auszeichnungen nach Alben

### Emails I Can’t Send
| Land/Region                  | Auszeichnungen für Musikverkäufe (Land/Region, Auszeichnung, Verkäufe) | Verkäufe  |
| ---------------------------- | ---------------------------------------------------------------------- | --------- |
| Brasilien (PMB)              | Platin                                                                 | 40.000    |
| Dänemark (IFPI)              | Gold                                                                   | 10.000    |
| Neuseeland (RMNZ)            | Platin                                                                 | 15.000    |
| Philippinen (PARI)           | Platin                                                                 | 15.000    |
| Vereinigte Staaten (RIAA)    | Platin                                                                 | 1.000.000 |
| Vereinigtes Königreich (BPI) | Gold                                                                   | 100.000   |
| Insgesamt                    | 2× Gold · 4× Platin ·                                                  | 1.180.000 |

### Short n’ Sweet
| Land/Region                  | Auszeichnungen für Musikverkäufe (Land/Region, Auszeichnung, Verkäufe) | Verkäufe  |
| ---------------------------- | ---------------------------------------------------------------------- | --------- |
| Australien (ARIA)            | 2× Platin                                                              | 140.000   |
| Belgien (BRMA)               | Platin                                                                 | 20.000    |
| Brasilien (PMB)              | 3× Platin                                                              | 120.000   |
| Dänemark (IFPI)              | Platin                                                                 | 20.000    |
| Deutschland (BVMI)           | Gold                                                                   | 75.000    |
| Frankreich (SNEP)            | Platin                                                                 | 100.000   |
| Italien (FIMI)               | Gold                                                                   | 25.000    |
| Kanada (MC)                  | 3× Platin                                                              | 240.000   |
| Neuseeland (RMNZ)            | 3× Platin                                                              | 45.000    |
| Niederlande (NVPI)           | Platin                                                                 | 30.000    |
| Polen (ZPAV)                 | 2× Platin                                                              | 40.000    |
| Portugal (AFP)               | Platin                                                                 | 7.000     |
| Spanien (Promusicae)         | Platin                                                                 | 40.000    |
| Vereinigte Staaten (RIAA)    | 3× Platin                                                              | 3.000.000 |
| Vereinigtes Königreich (BPI) | 2× Platin                                                              | 600.000   |
| Insgesamt                    | 2× Gold · 24× Platin ·                                                 | 4.502.000 |

## Auszeichnungen nach Singles

### Can’t Blame a Girl for Trying
| Land/Region               | Auszeichnungen für Musikverkäufe (Land/Region, Auszeichnung, Verkäufe) | Verkäufe |
| ------------------------- | ---------------------------------------------------------------------- | -------- |
| Vereinigte Staaten (RIAA) | Gold                                                                   | 500.000  |
| Insgesamt                 | 1× Gold ·                                                              | 500.000  |

### Eyes Wide Open
| Land/Region               | Auszeichnungen für Musikverkäufe (Land/Region, Auszeichnung, Verkäufe) | Verkäufe |
| ------------------------- | ---------------------------------------------------------------------- | -------- |
| Brasilien (PMB)           | Gold                                                                   | 30.000   |
| Vereinigte Staaten (RIAA) | Gold                                                                   | 500.000  |
| Insgesamt                 | 2× Gold ·                                                              | 530.000  |

### Thumbs
| Land/Region                  | Auszeichnungen für Musikverkäufe (Land/Region, Auszeichnung, Verkäufe) | Verkäufe  |
| ---------------------------- | ---------------------------------------------------------------------- | --------- |
| Australien (ARIA)            | Platin                                                                 | 70.000    |
| Brasilien (PMB)              | Gold (Original) · + Gold (Akustik)                                     | 50.000    |
| Norwegen (IFPI)              | Platin                                                                 | 40.000    |
| Polen (ZPAV)                 | Gold                                                                   | 25.000    |
| Vereinigte Staaten (RIAA)    | Platin                                                                 | 1.000.000 |
| Vereinigtes Königreich (BPI) | Silber                                                                 | 200.000   |
| Insgesamt                    | 1× Silber · 2× Gold · 3× Platin ·                                      | 1.385.000 |

### Hands
| Land/Region     | Auszeichnungen für Musikverkäufe (Land/Region, Auszeichnung, Verkäufe) | Verkäufe |
| --------------- | ---------------------------------------------------------------------- | -------- |
| Schweden (IFPI) | Gold                                                                   | 40.000   |
| Insgesamt       | 1× Gold ·                                                              | 40.000   |

### Why
| Land/Region               | Auszeichnungen für Musikverkäufe (Land/Region, Auszeichnung, Verkäufe) | Verkäufe |
| ------------------------- | ---------------------------------------------------------------------- | -------- |
| Australien (ARIA)         | Platin                                                                 | 70.000   |
| Brasilien (PMB)           | Gold                                                                   | 20.000   |
| Vereinigte Staaten (RIAA) | Gold                                                                   | 500.000  |
| Insgesamt                 | 2× Gold · 1× Platin ·                                                  | 590.000  |

### Alien
| Land/Region     | Auszeichnungen für Musikverkäufe (Land/Region, Auszeichnung, Verkäufe) | Verkäufe |
| --------------- | ---------------------------------------------------------------------- | -------- |
| Brasilien (PMB) | Gold                                                                   | 20.000   |
| Insgesamt       | 1× Gold ·                                                              | 20.000   |

### Almost Love
| Land/Region     | Auszeichnungen für Musikverkäufe (Land/Region, Auszeichnung, Verkäufe) | Verkäufe |
| --------------- | ---------------------------------------------------------------------- | -------- |
| Brasilien (PMB) | Gold                                                                   | 20.000   |
| Insgesamt       | 1× Gold ·                                                              | 20.000   |

### Sue Me
| Land/Region               | Auszeichnungen für Musikverkäufe (Land/Region, Auszeichnung, Verkäufe) | Verkäufe  |
| ------------------------- | ---------------------------------------------------------------------- | --------- |
| Australien (ARIA)         | Platin                                                                 | 70.000    |
| Brasilien (PMB)           | 2× Platin                                                              | 80.000    |
| Vereinigte Staaten (RIAA) | Platin                                                                 | 1.000.000 |
| Insgesamt                 | 4× Platin ·                                                            | 1.150.000 |

### On My Way
| Land/Region                  | Auszeichnungen für Musikverkäufe (Land/Region, Auszeichnung, Verkäufe) | Verkäufe |
| ---------------------------- | ---------------------------------------------------------------------- | -------- |
| Kanada (MC)                  | Gold                                                                   | 40.000   |
| Mexiko (AMPROFON)            | Platin                                                                 | 60.000   |
| Österreich (IFPI)            | Gold                                                                   | 15.000   |
| Polen (ZPAV)                 | Gold                                                                   | 10.000   |
| Portugal (AFP)               | Gold                                                                   | 5.000    |
| Schweden (IFPI)              | Platin                                                                 | 80.000   |
| Spanien (Promusicae)         | Gold                                                                   | 30.000   |
| Vereinigtes Königreich (BPI) | Silber                                                                 | 200.000  |
| Insgesamt                    | 1× Silber · 5× Gold · 2× Platin ·                                      | 440.000  |

### Let Me Move You
| Land/Region     | Auszeichnungen für Musikverkäufe (Land/Region, Auszeichnung, Verkäufe) | Verkäufe |
| --------------- | ---------------------------------------------------------------------- | -------- |
| Brasilien (PMB) | Platin                                                                 | 40.000   |
| Insgesamt       | 1× Platin ·                                                            | 40.000   |

### Skin
| Land/Region               | Auszeichnungen für Musikverkäufe (Land/Region, Auszeichnung, Verkäufe) | Verkäufe |
| ------------------------- | ---------------------------------------------------------------------- | -------- |
| Australien (ARIA)         | Gold                                                                   | 35.000   |
| Brasilien (PMB)           | Platin                                                                 | 40.000   |
| Vereinigte Staaten (RIAA) | Gold                                                                   | 500.000  |
| Insgesamt                 | 2× Gold · 1× Platin ·                                                  | 575.000  |

### Fast Times
| Land/Region     | Auszeichnungen für Musikverkäufe (Land/Region, Auszeichnung, Verkäufe) | Verkäufe |
| --------------- | ---------------------------------------------------------------------- | -------- |
| Brasilien (PMB) | Gold                                                                   | 20.000   |
| Insgesamt       | 1× Gold ·                                                              | 20.000   |

### Vicious
| Land/Region       | Auszeichnungen für Musikverkäufe (Land/Region, Auszeichnung, Verkäufe) | Verkäufe |
| ----------------- | ---------------------------------------------------------------------- | -------- |
| Australien (ARIA) | Gold                                                                   | 35.000   |
| Brasilien (PMB)   | Gold                                                                   | 20.000   |
| Insgesamt         | 2× Gold ·                                                              | 55.000   |

### Nonsense
| Land/Region                  | Auszeichnungen für Musikverkäufe (Land/Region, Auszeichnung, Verkäufe) | Verkäufe  |
| ---------------------------- | ---------------------------------------------------------------------- | --------- |
| Australien (ARIA)            | 4× Platin                                                              | 280.000   |
| Brasilien (PMB)              | Diamant                                                                | 160.000   |
| Dänemark (IFPI)              | Gold                                                                   | 45.000    |
| Frankreich (SNEP)            | Gold                                                                   | 100.000   |
| Kanada (MC)                  | 3× Platin                                                              | 240.000   |
| Neuseeland (RMNZ)            | 2× Platin                                                              | 60.000    |
| Polen (ZPAV)                 | Gold                                                                   | 25.000    |
| Spanien (Promusicae)         | Gold                                                                   | 30.000    |
| Vereinigte Staaten (RIAA)    | Platin                                                                 | 1.000.000 |
| Vereinigtes Königreich (BPI) | Platin                                                                 | 600.000   |
| Zentralamerika (CFC)         | Gold                                                                   | 35.000    |
| Insgesamt                    | 5× Gold · 11× Platin · 1× Diamant ·                                    | 2.575.000 |

### Feather
| Land/Region                  | Auszeichnungen für Musikverkäufe (Land/Region, Auszeichnung, Verkäufe) | Verkäufe  |
| ---------------------------- | ---------------------------------------------------------------------- | --------- |
| Australien (ARIA)            | 3× Platin                                                              | 210.000   |
| Brasilien (PMB)              | Diamant                                                                | 160.000   |
| Dänemark (IFPI)              | Gold                                                                   | 45.000    |
| Kanada (MC)                  | Platin                                                                 | 80.000    |
| Neuseeland (RMNZ)            | Platin                                                                 | 30.000    |
| Polen (ZPAV)                 | Gold                                                                   | 25.000    |
| Portugal (AFP)               | Gold                                                                   | 5.000     |
| Spanien (Promusicae)         | Gold                                                                   | 30.000    |
| Vereinigte Staaten (RIAA)    | 2× Platin                                                              | 2.000.000 |
| Vereinigtes Königreich (BPI) | Platin                                                                 | 600.000   |
| Zentralamerika (CFC)         | Gold                                                                   | 35.000    |
| Insgesamt                    | 5× Gold · 8× Platin · 1× Diamant ·                                     | 3.220.000 |

### Espresso
| Land/Region                  | Auszeichnungen für Musikverkäufe (Land/Region, Auszeichnung, Verkäufe) | Verkäufe   |
| ---------------------------- | ---------------------------------------------------------------------- | ---------- |
| Australien (ARIA)            | 10× Platin                                                             | 700.000    |
| Belgien (BRMA)               | 2× Platin                                                              | 80.000     |
| Brasilien (PMB)              | 3× Diamant                                                             | 480.000    |
| Dänemark (IFPI)              | 2× Platin                                                              | 180.000    |
| Deutschland (BVMI)           | Gold                                                                   | 300.000    |
| Frankreich (SNEP)            | Diamant                                                                | 333.333    |
| Griechenland (IFPI)          | 3× Platin                                                              | 60.000     |
| Italien (FIMI)               | Platin                                                                 | 100.000    |
| Kanada (MC)                  | 8× Platin                                                              | 640.000    |
| Neuseeland (RMNZ)            | 5× Platin                                                              | 150.000    |
| Österreich (IFPI)            | Platin                                                                 | 30.000     |
| Polen (ZPAV)                 | 3× Platin                                                              | 150.000    |
| Portugal (AFP)               | 5× Platin                                                              | 50.000     |
| Schweiz (IFPI)               | 2× Platin                                                              | 60.000     |
| Spanien (Promusicae)         | 2× Platin                                                              | 120.000    |
| Vereinigte Staaten (RIAA)    | 7× Platin                                                              | 7.000.000  |
| Vereinigtes Königreich (BPI) | 4× Platin                                                              | 2.400.000  |
| Zentralamerika (CFC)         | Gold                                                                   | 35.000     |
| Insgesamt                    | 2× Gold · 55× Platin · 4× Diamant ·                                    | 12.938.333 |

### Please Please Please
| Land/Region                  | Auszeichnungen für Musikverkäufe (Land/Region, Auszeichnung, Verkäufe) | Verkäufe  |
| ---------------------------- | ---------------------------------------------------------------------- | --------- |
| Australien (ARIA)            | 6× Platin                                                              | 420.000   |
| Belgien (BRMA)               | Platin                                                                 | 40.000    |
| Brasilien (PMB)              | 2× Diamant                                                             | 320.000   |
| Dänemark (IFPI)              | Platin                                                                 | 90.000    |
| Frankreich (SNEP)            | Gold                                                                   | 100.000   |
| Griechenland (IFPI)          | Platin                                                                 | 20.000    |
| Kanada (MC)                  | 6× Platin                                                              | 480.000   |
| Neuseeland (RMNZ)            | 3× Platin                                                              | 90.000    |
| Österreich (IFPI)            | Gold                                                                   | 15.000    |
| Polen (ZPAV)                 | Platin                                                                 | 50.000    |
| Portugal (AFP)               | 2× Platin                                                              | 20.000    |
| Schweiz (IFPI)               | Gold                                                                   | 15.000    |
| Spanien (Promusicae)         | Platin                                                                 | 60.000    |
| Vereinigte Staaten (RIAA)    | 5× Platin                                                              | 5.000.000 |
| Vereinigtes Königreich (BPI) | 2× Platin                                                              | 1.200.000 |
| Zentralamerika (CFC)         | Platin                                                                 | 70.000    |
| Insgesamt                    | 3× Gold · 30× Platin · 2× Diamant ·                                    | 7.990.000 |

### Taste
| Land/Region                  | Auszeichnungen für Musikverkäufe (Land/Region, Auszeichnung, Verkäufe) | Verkäufe  |
| ---------------------------- | ---------------------------------------------------------------------- | --------- |
| Australien (ARIA)            | 5× Platin                                                              | 350.000   |
| Belgien (BRMA)               | Platin                                                                 | 40.000    |
| Brasilien (PMB)              | Diamant                                                                | 160.000   |
| Dänemark (IFPI)              | Platin                                                                 | 90.000    |
| Frankreich (SNEP)            | Platin                                                                 | 200.000   |
| Griechenland (IFPI)          | Gold                                                                   | 10.000    |
| Kanada (MC)                  | 4× Platin                                                              | 320.000   |
| Neuseeland (RMNZ)            | 2× Platin                                                              | 60.000    |
| Polen (ZPAV)                 | Platin                                                                 | 50.000    |
| Portugal (AFP)               | 2× Platin                                                              | 20.000    |
| Schweiz (IFPI)               | Gold                                                                   | 15.000    |
| Spanien (Promusicae)         | Gold                                                                   | 30.000    |
| Vereinigte Staaten (RIAA)    | 3× Platin                                                              | 3.000.000 |
| Vereinigtes Königreich (BPI) | 2× Platin                                                              | 1.200.000 |
| Zentralamerika (CFC)         | Platin                                                                 | 70.000    |
| Insgesamt                    | 3× Gold · 23× Platin · 1× Diamant ·                                    | 5.615.000 |

### Bed Chem
| Land/Region                  | Auszeichnungen für Musikverkäufe (Land/Region, Auszeichnung, Verkäufe) | Verkäufe  |
| ---------------------------- | ---------------------------------------------------------------------- | --------- |
| Australien (ARIA)            | 2× Platin                                                              | 140.000   |
| Brasilien (PMB)              | 2× Platin                                                              | 80.000    |
| Kanada (MC)                  | 2× Platin                                                              | 160.000   |
| Neuseeland (RMNZ)            | Platin                                                                 | 30.000    |
| Portugal (AFP)               | Gold                                                                   | 5.000     |
| Vereinigte Staaten (RIAA)    | 2× Platin                                                              | 2.000.000 |
| Vereinigtes Königreich (BPI) | Platin                                                                 | 600.000   |
| Zentralamerika (CFC)         | Gold                                                                   | 35.000    |
| Insgesamt                    | 2× Gold · 10× Platin ·                                                 | 3.050.000 |

### Manchild
| Land/Region                  | Auszeichnungen für Musikverkäufe (Land/Region, Auszeichnung, Verkäufe) | Verkäufe |
| ---------------------------- | ---------------------------------------------------------------------- | -------- |
| Australien (ARIA)            | Gold                                                                   | 35.000   |
| Neuseeland (RMNZ)            | Gold                                                                   | 15.000   |
| Vereinigtes Königreich (BPI) | Silber                                                                 | 200.000  |
| Insgesamt                    | 1× Silber · 2× Gold ·                                                  | 250.000  |

## Auszeichnungen nach Liedern

### Looking at Me
| Land/Region                  | Auszeichnungen für Musikverkäufe (Land/Region, Auszeichnung, Verkäufe) | Verkäufe |
| ---------------------------- | ---------------------------------------------------------------------- | -------- |
| Australien (ARIA)            | Gold                                                                   | 35.000   |
| Brasilien (PMB)              | 2× Platin                                                              | 80.000   |
| Kanada (MC)                  | Gold                                                                   | 40.000   |
| Polen (ZPAV)                 | Gold                                                                   | 25.000   |
| Vereinigte Staaten (RIAA)    | Gold                                                                   | 500.000  |
| Vereinigtes Königreich (BPI) | Silber                                                                 | 200.000  |
| Insgesamt                    | 1× Silber · 4× Gold · 2× Platin ·                                      | 880.000  |

### Because I Liked a Boy
| Land/Region                  | Auszeichnungen für Musikverkäufe (Land/Region, Auszeichnung, Verkäufe) | Verkäufe |
| ---------------------------- | ---------------------------------------------------------------------- | -------- |
| Australien (ARIA)            | Platin                                                                 | 70.000   |
| Brasilien (PMB)              | Platin                                                                 | 40.000   |
| Kanada (MC)                  | Gold                                                                   | 40.000   |
| Vereinigte Staaten (RIAA)    | Gold                                                                   | 500.000  |
| Vereinigtes Königreich (BPI) | Silber                                                                 | 200.000  |
| Insgesamt                    | 1× Silber · 2× Gold · 2× Platin ·                                      | 850.000  |

### Emails I Can’t Send
| Land/Region     | Auszeichnungen für Musikverkäufe (Land/Region, Auszeichnung, Verkäufe) | Verkäufe |
| --------------- | ---------------------------------------------------------------------- | -------- |
| Brasilien (PMB) | Gold                                                                   | 20.000   |
| Insgesamt       | 1× Gold ·                                                              | 20.000   |

### Read Your Mind
| Land/Region       | Auszeichnungen für Musikverkäufe (Land/Region, Auszeichnung, Verkäufe) | Verkäufe |
| ----------------- | ---------------------------------------------------------------------- | -------- |
| Australien (ARIA) | Gold                                                                   | 35.000   |
| Brasilien (PMB)   | Gold                                                                   | 20.000   |
| Insgesamt         | 2× Gold ·                                                              | 55.000   |

### Tornado Warnings
| Land/Region     | Auszeichnungen für Musikverkäufe (Land/Region, Auszeichnung, Verkäufe) | Verkäufe |
| --------------- | ---------------------------------------------------------------------- | -------- |
| Brasilien (PMB) | Gold                                                                   | 20.000   |
| Insgesamt       | 1× Gold ·                                                              | 20.000   |

### Already Over
| Land/Region     | Auszeichnungen für Musikverkäufe (Land/Region, Auszeichnung, Verkäufe) | Verkäufe |
| --------------- | ---------------------------------------------------------------------- | -------- |
| Brasilien (PMB) | Gold                                                                   | 20.000   |
| Insgesamt       | 1× Gold ·                                                              | 20.000   |

### Opposite
| Land/Region     | Auszeichnungen für Musikverkäufe (Land/Region, Auszeichnung, Verkäufe) | Verkäufe |
| --------------- | ---------------------------------------------------------------------- | -------- |
| Brasilien (PMB) | Gold                                                                   | 20.000   |
| Insgesamt       | 1× Gold ·                                                              | 20.000   |

### Good Graces
| Land/Region                  | Auszeichnungen für Musikverkäufe (Land/Region, Auszeichnung, Verkäufe) | Verkäufe  |
| ---------------------------- | ---------------------------------------------------------------------- | --------- |
| Australien (ARIA)            | Platin                                                                 | 70.000    |
| Brasilien (PMB)              | 2× Platin                                                              | 80.000    |
| Kanada (MC)                  | Platin                                                                 | 80.000    |
| Vereinigte Staaten (RIAA)    | Platin                                                                 | 1.000.000 |
| Vereinigtes Königreich (BPI) | Silber                                                                 | 200.000   |
| Insgesamt                    | 1× Silber · 5× Platin ·                                                | 1.430.000 |

### Sharpest Tool
| Land/Region                  | Auszeichnungen für Musikverkäufe (Land/Region, Auszeichnung, Verkäufe) | Verkäufe |
| ---------------------------- | ---------------------------------------------------------------------- | -------- |
| Australien (ARIA)            | Gold                                                                   | 35.000   |
| Brasilien (PMB)              | Gold                                                                   | 20.000   |
| Kanada (MC)                  | Gold                                                                   | 40.000   |
| Vereinigte Staaten (RIAA)    | Gold                                                                   | 500.000  |
| Vereinigtes Königreich (BPI) | Silber                                                                 | 200.000  |
| Insgesamt                    | 1× Silber · 4× Gold ·                                                  | 795.000  |

### Juno
| Land/Region                  | Auszeichnungen für Musikverkäufe (Land/Region, Auszeichnung, Verkäufe) | Verkäufe  |
| ---------------------------- | ---------------------------------------------------------------------- | --------- |
| Australien (ARIA)            | Platin                                                                 | 70.000    |
| Brasilien (PMB)              | 2× Platin                                                              | 80.000    |
| Kanada (MC)                  | Platin                                                                 | 80.000    |
| Vereinigte Staaten (RIAA)    | Platin                                                                 | 1.000.000 |
| Vereinigtes Königreich (BPI) | Gold                                                                   | 400.000   |
| Insgesamt                    | 1× Gold · 5× Platin ·                                                  | 1.630.000 |

### Coincidence
| Land/Region                  | Auszeichnungen für Musikverkäufe (Land/Region, Auszeichnung, Verkäufe) | Verkäufe |
| ---------------------------- | ---------------------------------------------------------------------- | -------- |
| Brasilien (PMB)              | Platin                                                                 | 40.000   |
| Kanada (MC)                  | Gold                                                                   | 40.000   |
| Vereinigte Staaten (RIAA)    | Gold                                                                   | 500.000  |
| Vereinigtes Königreich (BPI) | Silber                                                                 | 200.000  |
| Insgesamt                    | 1× Silber · 2× Gold · 1× Platin ·                                      | 780.000  |

### Slim Pickins
| Land/Region               | Auszeichnungen für Musikverkäufe (Land/Region, Auszeichnung, Verkäufe) | Verkäufe |
| ------------------------- | ---------------------------------------------------------------------- | -------- |
| Australien (ARIA)         | Gold                                                                   | 35.000   |
| Brasilien (PMB)           | Gold                                                                   | 20.000   |
| Kanada (MC)               | Gold                                                                   | 40.000   |
| Vereinigte Staaten (RIAA) | Gold                                                                   | 500.000  |
| Insgesamt                 | 4× Gold ·                                                              | 595.000  |

### Dumb & Poetic
| Land/Region               | Auszeichnungen für Musikverkäufe (Land/Region, Auszeichnung, Verkäufe) | Verkäufe |
| ------------------------- | ---------------------------------------------------------------------- | -------- |
| Brasilien (PMB)           | Gold                                                                   | 20.000   |
| Kanada (MC)               | Gold                                                                   | 40.000   |
| Vereinigte Staaten (RIAA) | Gold                                                                   | 500.000  |
| Insgesamt                 | 3× Gold ·                                                              | 560.000  |

### Don’t Smile
| Land/Region               | Auszeichnungen für Musikverkäufe (Land/Region, Auszeichnung, Verkäufe) | Verkäufe |
| ------------------------- | ---------------------------------------------------------------------- | -------- |
| Brasilien (PMB)           | Gold                                                                   | 20.000   |
| Kanada (MC)               | Gold                                                                   | 40.000   |
| Vereinigte Staaten (RIAA) | Gold                                                                   | 500.000  |
| Insgesamt                 | 3× Gold ·                                                              | 560.000  |

### Lie to Girls
| Land/Region               | Auszeichnungen für Musikverkäufe (Land/Region, Auszeichnung, Verkäufe) | Verkäufe |
| ------------------------- | ---------------------------------------------------------------------- | -------- |
| Brasilien (PMB)           | Gold                                                                   | 20.000   |
| Kanada (MC)               | Gold                                                                   | 40.000   |
| Vereinigte Staaten (RIAA) | Gold                                                                   | 500.000  |
| Insgesamt                 | 3× Gold ·                                                              | 560.000  |

### Busy Woman
| Land/Region                  | Auszeichnungen für Musikverkäufe (Land/Region, Auszeichnung, Verkäufe) | Verkäufe |
| ---------------------------- | ---------------------------------------------------------------------- | -------- |
| Vereinigte Staaten (RIAA)    | Gold                                                                   | 500.000  |
| Vereinigtes Königreich (BPI) | Gold                                                                   | 400.000  |
| Insgesamt                    | 2× Gold ·                                                              | 900.000  |

## Auszeichnungen nach Musikstreaming

### Nonsense
| Land/Region  | Auszeichnungen für Musikverkäufe (Land/Region, Auszeichnung, Verkäufe) | Verkäufe   |
| ------------ | ---------------------------------------------------------------------- | ---------- |
| Japan (RIAJ) | Gold                                                                   | 50.000.000 |
| Insgesamt    | 1× Gold ·                                                              | 50.000.000 |

## Statistik und Quellen
| Land/RegionAuszeichnungen für Musikverkäufe (Land/Region, Auszeichnungen, Verkäufe, Quellen) | Silber     | Gold       | Platin         | Diamant     | Verkäufe   | Quellen              |
| -------------------------------------------------------------------------------------------- | ---------- | ---------- | -------------- | ----------- | ---------- | -------------------- |
| Australien (ARIA)                                                                            | —          | 7× Gold7   | 38× Platin38   | —           | 2.975.000  | aria.com.au          |
| Belgien (BRMA)                                                                               | —          | —          | 5× Platin5     | —           | 180.000    | ultratop.be          |
| Brasilien (PMB)                                                                              | —          | 18× Gold18 | 18× Platin18   | 8× Diamant8 | 2.380.000  | pro-musicabr.org.br  |
| Dänemark (IFPI)                                                                              | —          | 3× Gold3   | 5× Platin5     | —           | 480.000    | ifpi.dk              |
| Deutschland (BVMI)                                                                           | —          | 2× Gold2   | —              | —           | 375.000    | musikindustrie.de    |
| Frankreich (SNEP)                                                                            | —          | 2× Gold2   | 2× Platin2     | Diamant1    | 833.333    | snepmusique.com      |
| Italien (FIMI)                                                                               | —          | Gold1      | Platin1        | —           | 125.000    | fimi.it              |
| Japan (RIAJ)                                                                                 | —          | Gold1      | —              | —           | —          | riaj.or.jp           |
| Griechenland (IFPI)                                                                          | —          | Gold1      | 4× Platin4     | —           | 90.000     | Einzelnachweise      |
| Kanada (MC)                                                                                  | —          | 9× Gold9   | 29× Platin29   | —           | 2.640.000  | musiccanada.com      |
| Mexiko (AMPROFON)                                                                            | —          | —          | Platin1        | —           | 60.000     | amprofon.com.mx      |
| Neuseeland (RMNZ)                                                                            | —          | Gold1      | 18× Platin18   | —           | 495.000    | radioscope.co.nz NZ2 |
| Niederlande (NVPI)                                                                           | —          | —          | Platin1        | —           | 30.000     | nvpi.nl              |
| Norwegen (IFPI)                                                                              | —          | —          | Platin1        | —           | 40.000     | ifpi.no              |
| Österreich (IFPI)                                                                            | —          | 2× Gold2   | Platin1        | —           | 60.000     | ifpi.at              |
| Philippinen (PARI)                                                                           | —          | —          | Platin1        | —           | 15.000     | Einzelnachweise      |
| Polen (ZPAV)                                                                                 | —          | 5× Gold5   | 7× Platin7     | —           | 400.000    | olis.pl              |
| Portugal (AFP)                                                                               | —          | 3× Gold3   | 10× Platin10   | —           | 116.000    | Einzelnachweise      |
| Schweden (IFPI)                                                                              | —          | Gold1      | Platin1        | —           | 120.000    | sverigetopplistan.se |
| Schweiz (IFPI)                                                                               | —          | 2× Gold2   | 2× Platin2     | —           | 90.000     | hitparade.ch         |
| Spanien (Promusicae)                                                                         | —          | 4× Gold4   | 4× Platin4     | —           | 340.000    | elportaldemusica.es  |
| Vereinigte Staaten (RIAA)                                                                    | —          | 13× Gold13 | 28× Platin28   | —           | 35.000.000 | riaa.com             |
| Vereinigtes Königreich (BPI)                                                                 | 8× Silber8 | 3× Gold3   | 13× Platin13   | —           | 9.700.000  | bpi.co.uk            |
| Zentralamerika (CFC)                                                                         | —          | 4× Gold4   | 2× Platin2     | —           | 280.000    | cfc-musica.com       |
| Insgesamt                                                                                    | 8× Silber8 | 82× Gold82 | 192× Platin192 | 9× Diamant9 |            |                      |